# توبي لوف
توبي لوف (بالإنجليزية: Toby Love)‏ هو موسيقي ومغني أمريكي، ولد في 20 مارس 1985 في ذا برونكس في الولايات المتحدة.

## وصلات خارجية
- الموقع الرسمي
- توبي لوف على موقع IMDb (الإنجليزية)
- توبي لوف على موقع ميوزك برينز (الإنجليزية)
- توبي لوف على موقع أول ميوزيك (الإنجليزية)
- توبي لوف على موقع أول ميوزيك (الإنجليزية)
- توبي لوف على موقع ديسكوغز (الإنجليزية)